# Нік Гвяздовський
Ніколос Едвард Гвяздовський (англ. Nickolos Edward Gwiazdowski; нар. 30 грудня 1992, Дюейнсбург, штат Нью-Йорк) — американський борець вільного стилю, дворазовий бронзовий призер чемпіонатів світу, дворазовий чемпіон та срібний призер Панамериканських чемпіонатів, чемпіон Панамериканських ігор, володар та срібний призер Кубків світу.

## Життєпис
Боротьбою почав займатися з 1998 року.
Спортивні клуби: «Titan Mercury», «Wolfpack». Тренери — Обе Бланк, Френк Біслі.

## Спортивні результати на міжнародних змаганнях

### Виступи на Чемпіонатах світу
| Змагання                        | Збірна | Вагова категорія           | Місце  |
| ------------------------------- | ------ | -------------------------- | ------ |
| Чемпіонат світу з боротьби 2017 | США    | вільна боротьба, до 125 кг | Бронза |
| Чемпіонат світу з боротьби 2018 | США    | вільна боротьба, до 125 кг | Бронза |
| Чемпіонат світу з боротьби 2019 | США    | вільна боротьба, до 125 кг | 17     |
| Чемпіонат світу з боротьби 2021 | США    | вільна боротьба, до 125 кг | 5      |

### Виступи на Панамериканських чемпіонатах
| Змагання                                   | Збірна | Вагова категорія           | Місце  |
| ------------------------------------------ | ------ | -------------------------- | ------ |
| Панамериканський чемпіонат з боротьби 2018 | США    | вільна боротьба, до 125 кг | Золото |
| Панамериканський чемпіонат з боротьби 2019 | США    | вільна боротьба, до 125 кг | Золото |
| Панамериканський чемпіонат з боротьби 2022 | США    | вільна боротьба, до 125 кг | Срібло |

### Виступи на Панамериканських іграх
| Змагання                  | Збірна | Вагова категорія           | Місце  |
| ------------------------- | ------ | -------------------------- | ------ |
| Панамериканські ігри 2019 | США    | вільна боротьба, до 125 кг | Золото |

### Виступи на Кубках світу
| Змагання                    | Збірна | Вагова категорія           | Місце  |
| --------------------------- | ------ | -------------------------- | ------ |
| Кубок світу з боротьби 2017 | США    | вільна боротьба, до 125 кг | Срібло |
| Кубок світу з боротьби 2018 | США    | команда                    | Золото |

### Виступи на інших змаганнях
| Змагання                                                     | Збірна | Вагова категорія                  | Місце  |
| ------------------------------------------------------------ | ------ | --------------------------------- | ------ |
| Гран-прі Іспанії з боротьби 2015                             | США    | вільна боротьба, до 125 кг        | Золото |
| Міжнародний меморіал Білла Фаррелла 2015                     | США    | вільна боротьба, до 125 кг        | Золото |
| Олімпійські випробування США 2016                            | США    | вільна боротьба, до 125 кг        | 4      |
| Меморіал Вацлава Циолковського 2016                          | США    | вільна боротьба, до 125 кг        | Бронза |
| Інтерконтинентальний кубок з боротьби 2016                   | США    | вільна боротьба, до 125 кг        | Срібло |
| Клубний чемпіонат світу з боротьби 2016                      | США    | команда                           | Золото |
| Гран-прі «Іван Яригін» 2017                                  | США    | вільна боротьба, до 125 кг        | 14     |
| Гран-прі Іспанії з боротьби 2017                             | США    | вільна боротьба, до 125 кг        | Золото |
| Клубний чемпіонат світу з боротьби 2017                      | США    | команда                           | Срібло |
| Гран-прі «Іван Яригін» 2018                                  | США    | вільна боротьба, до 125 кг        | Бронза |
| Beat the Streets 2018                                        | США    | Multiple Style Event, до LL125 кг | Золото |
| Турнір Яшара Догу 2018                                       | США    | вільна боротьба, до 125 кг        | Бронза |
| Турнір Дана Колова — Николи Петрова 2019                     | США    | вільна боротьба, до 125 кг        | 7      |
| Grapple at the Garden 2019                                   | США    | Multiple Style Event, до LL125 кг | Золото |
| Турнір Яшара Догу 2019                                       | США    | вільна боротьба, до 125 кг        | Срібло |
| Турнір Аланії з боротьби 2019                                | США    | вільна боротьба, до 125 кг        | 5      |
| Олімпійський кваліфікаційний турнір з боротьби 2020 (Оттава) | США    | вільна боротьба, до 125 кг        | Золото |
| Гран-прі Франції Анрі Деглана 2021                           | США    | вільна боротьба, до 125 кг        | Бронза |
| Меморіал Вацлава Циолковського 2021                          | США    | вільна боротьба, до 125 кг        | Срібло |
| Міжнародний меморіал Білла Фаррелла 2022                     | США    | вільна боротьба, до 125 кг        | Золото |